# Superintendencia de Competencia de Guatemala
La Superintendencia de Competencia de Guatemala (SIC) será una entidad autónoma y descentralizada del gobierno de Guatemala, dotada de personalidad jurídica propia y con plena capacidad para ejercer funciones administrativas, técnicas y legales. Esta autoridad será la encargada de promover, proteger y garantizar la libre competencia en el territorio guatemalteco, mediante el ejercicio de sus competencias legales y reglamentarias.
La Superintendencia de Competencia tendrá la atribución de prevenir, investigar y sancionar las prácticas anticompetitivas, tales como acuerdos colusorios, abusos de posición dominante, concentraciones indebidas u otras conductas que limiten, restrinjan, falseen o impidan la competencia efectiva en los mercados guatemaltecos. Asimismo, deberá velar por que se respeten los principios de legalidad, igualdad, transparencia y eficiencia económica.
La Superintendencia fue establecida por el Decreto 32-2024, aprobado el 20 de noviembre de 2024 por el Congreso de la República de Guatemala. Si bien inicialmente se había previsto que iniciara formalmente sus funciones el 23 de junio de 2025, conforme al calendario establecido en el decreto, dicha entrada en funciones fue objeto de retraso por la falta de conformación del directorio por parte del Congreso.

## Autoridades
De conformidad con lo establecido en el Decreto Número 32-2024 del Congreso de la República, la Superintendencia de Competencia será dirigida por un Directorio, el cual constituye el órgano colegiado responsable de la dirección superior de la entidad.
El Directorio estará integrado por tres miembros titulares y sus respectivos suplentes, designados de la siguiente manera:
- Un miembro titular y un suplente nominados por el Presidente de la República en Consejo de Ministros;
- Un miembro titular y un suplente nominados por el Congreso de la República;
- Un miembro titular y un suplente nominados por la Junta Monetaria del Banco de Guatemala.

El Directorio, debidamente conformado, tendrá entre sus atribuciones la de nombrar al Superintendente de Competencia, quien ejercerá la máxima autoridad ejecutiva de la institución y será responsable de la administración y ejecución operativa de las decisiones del Directorio, así como del cumplimiento de los fines establecidos en la ley.
Los miembros del Directorio serán designados para un período de seis años, con posibilidad de una sola reelección por igual período. Por su parte, el Superintendente será nombrado por un período determinado por ley, pero no podrá ser reelecto en ese mismo cargo, garantizando así la rotación en el ejercicio de la autoridad ejecutiva.
Para preservar la continuidad institucional y evitar la interrupción simultánea del funcionamiento del órgano colegiado, la ley establece que la elección de los miembros del Directorio deberá realizarse en períodos distintos y escalonados, con el fin de asegurar la permanencia operativa y la estabilidad de la Superintendencia de Competencia en el cumplimiento de sus atribuciones legales.

### Composición actual
Debido a que se trata de la primera integración del Directorio de la Superintendencia de Competencia, y con el fin de garantizar la renovación escalonada de sus miembros, se establece que, por única vez, el director titular y su suplente designados por la Junta Monetaria del Banco de Guatemala ejercerán funciones por un período de dos años; aquellos designados por el presidente de la República lo harán por un período de cuatro años; y únicamente los directores titular y suplente nombrados por el Congreso de la República cumplirán con el período completo de seis años previsto en la ley.
Si bien se tenía previsto que la Superintendencia de Competencia iniciara formalmente sus funciones el día 23 de junio de 2025, dicho inicio se ha visto impedido debido a que el Congreso de la República no ha procedido con la elección de los integrantes del Directorio que le corresponde efectuar conforme a la ley. En consecuencia, mientras no se concrete dicha designación, la Superintendencia no podrá dar inicio a sus labores institucionales.
El 12 de agosto de 2025, el Congreso de la República eligió a los dos integrantes restantes, por lo que la Superintendencia quedó integrada por completo.
| Nombre                          | Cargo             | Período   | Designado por                                      |
| ------------------------------- | ----------------- | --------- | -------------------------------------------------- |
| Javier Enrique Bauer Herbruger  | Director Titular  | 2025-2029 | Presidente de la República en Consejo de Ministros |
| Luis Guillermo Velázquez Pérez  | Director Suplente | 2025-2029 | Presidente de la República en Consejo de Ministros |
| Jorge Mario González Paz        | Director Titular  | 2025-2031 | Congreso de la República de Guatemala              |
| Jorge Alberto Santiago Chen Sam | Director Suplente | 2025-2031 | Congreso de la República de Guatemala              |
| Edgar Rolando Guzmán Fuentes    | Director Titular  | 2025-2027 | Junta Monetaria del Banco de Guatemala             |
| Alfredo Skinner-Klée Sol        | Director Suplente | 2025-2027 | Junta Monetaria del Banco de Guatemala             |